# Bazarkorgon-Babur
Bazarkorgon-Babur (kirg. Футбол клубу «Базар-Коргон-Бабур») – kirgiski klub piłkarski, mający siedzibę we wsi Bazarkorgon, na zachodzie kraju.

## Historia
Chronologia nazw:
- 1995: Nawruz Bazarkorgon (ros. «Навруз» Базар-Коргон)
- 1998: Bazarkorgon-Babur (ros. «Базар-Коргон-Бабур» Базар-Коргон)

Piłkarski klub Nawruz został założony w miejscowości Bazarkorgon w roku 1995. W 1995 zespół startował w rozgrywkach o Puchar Kirgistanu, gdzie dotarł do 1/16 finału. W 1998 zmienił nazwę na Bazarkorgon-Babur i debiutował w Wyższej Lidze, w której najpierw zajął 11.miejsce w grupie południowej, jednak nie zakwalifikował się do turnieju finałowego. W 1998, 1999, 2008, 2009 i 2010 występował w rozgrywkach o Puchar Kirgistanu.

## Sukcesy

### Trofea międzynarodowe
Nie uczestniczył w rozgrywkach azjatyckich (stan na 31-12-2015).

### Trofea krajowe
| \| \| Zdobyte trofea w rozgrywkach Kirgistanu (stan na: 31-12-2015) \| |                                                               |      |                      |
| Rozgrywki                                                              | Osiągnięcie                                                   | Razy | Sezon(y)             |
| Mistrzostwo                                                            | I miejsce                                                     | 0    |                      |
| Mistrzostwo                                                            | II miejsce                                                    | 0    |                      |
| Mistrzostwo                                                            | III miejsce                                                   | 0    |                      |
| Mistrzostwo                                                            | 11.miejsce                                                    | 1    | 1998 (gr.południowa) |
| Puchar                                                                 | zdobywca                                                      | 0    |                      |
| Puchar                                                                 | finalista                                                     | 0    |                      |
| Puchar                                                                 | 1/8 finału                                                    | 2    | 2009, 2010           |
| II liga                                                                | I miejsce                                                     | ?    |                      |
| II liga                                                                | II miejsce                                                    | ?    |                      |
| II liga                                                                | III miejsce                                                   | ?    |                      |
| Kirgistan                                                              | Zdobyte trofea w rozgrywkach Kirgistanu (stan na: 31-12-2015) |      |                      |

## Stadion
Klub rozgrywa swoje mecze domowe na stadionie Centralnym w Bazarkorgonie, który może pomieścić 1000 widzów.

## Inne
- Bakit Majłuusuu
- FK Dżalalabad
- Neftczi Koczkorata